# Necesito de ti (álbum)
Necesito de Ti (I need you) es un Álbum de estudio grabado por el cantante mexicano Vicente Fernández lanzado el 7 de julio de 2009 por Sony BMG. El disco ganó el Grammy latino como Mejor Álbum Ranchero/Mariachi.

## Lista de canciones
| N.º | Título                  | Duración |  |
| 1.  | «Estado Civil»          | 2:53     |  |
| 2.  | «Para Que Me Recuerdes» | 2:51     |  |
| 3.  | «A Puros Besos»         | 3:15     |  |
| 4.  | «Tengo»                 | 3:19     |  |
| 5.  | «Mala»                  | 3:04     |  |
| 6.  | «Camino Al Cielo»       | 3:31     |  |
| 7.  | «Que Dios Te Pague»     | 2:28     |  |
| 8.  | «Necesito de Ti»        | 3:03     |  |
| 9.  | «Me Tienes Mimado»      | 3:01     |  |
| 10. | «Tengo Una Amante»      | 3:45     |  |
| 11. | «Esa Noche Te Olvide»   | 2:27     |  |
| 12. | «Dueño Del Mundo»       | 3:10     |  |
| 13. | «Gracias»               | 2:54     |  |

## Certificaciones
| País                                                             | Certificación | Ventas  |
| ---------------------------------------------------------------- | ------------- | ------- |
| México                                                           | Platino       | 60,000^ |
| ^ cifras de envíos sobre la base de la certificación por sí sola |               |         |